# Sanphebagar
Sanphebagar (en népalais : साँफेबगर) est une municipalité du Népal située dans le district d'Achham. Au recensement de 2011, elle comptait 33 788 habitants.
Elle regroupe les anciens comités de développement villageois de Baijinath, Jalapadevi, Siddheswor, Mastamandau, Nawathana, Bhagyaswori, Ridikot, Chandika, Budhakot, Dhudharukot, Devisthan, Khaptad, Babala et Patalkot.